# Paweł (Petrow)
Paweł, imię świeckie Pawlin Iwanow Petrow (ur. 12 lipca 1957 w Lewskim, zm. 19 stycznia 2024) – bułgarski biskup prawosławny.

## Życiorys
Uczył się w seminarium duchownym w Sofii, jednak na II roku został z niego usunięty za brak postępów w nauce i niewłaściwe zachowanie. Następnie ukończył studia teologiczne na Akademii Duchownej św. Klemensa Ochrydzkiego w Sofii. 22 lutego 1986 złożył wieczyste śluby mnisze. 11 marca 1986 został wyświęcony na hierodiakona, zaś 21 maja 1986 – na hieromnicha. Trzy lata później otrzymał godność archimandryty.
Był protosynglem metropolii wraczańskiej i przełożonym Monasteru Czerepiskiego, a następnie krótko protosynglem metropolii starozagorskiej. Był uczniem duchowym metropolity starozagorskiego Galakcjona. Przystąpił do niekanonicznego Bułgarskiego Kościoła Prawosławnego – Synodu alternatywnego. 20 grudnia 1992 został w jego ramach wyświęcony na biskupa. Przyjął tytuł biskupa tyweriopolskiego. W 1998 złożył akt pokutny i został powtórnie przyjęty do kanonicznego Bułgarskiego Kościoła Prawosławnego jako biskup lewkijski. Po tej dacie krótko służył w soborze św. Aleksandra Newskiego w Sofii. Był oskarżany o związki z masonerią i złamanie celibatu mnichów.